# سیارک ۹۱۴۶
سیارک ۹۱۴۶ (به انگلیسی: 9146 Tulikov، نامگذاری:1976YG1) نه هزار و صد و چهل و ششمین سیارک کشف شده‌است که در ۱۶ دسامبر ۱۹۷۶ کشف شد.
قدر مطلق سیارک برابر ۱۳٫۵۰ است.